# Irgoli
Irgoli – miejscowość i gmina we Włoszech, w regionie Sardynia, w prowincji Nuoro.
Według danych na rok 2004 gminę zamieszkiwały 2223 osoby, 30 os./km².